# Жиліна (округа)
Окрес Жиліна (словац. Okres Žilina), в складі Жилінського краю Словаччини. Адміністративний центр — місто Жиліна й є центром краю. Знаходиться в центрі краю, в пониззі річки Ваг та передгір'ї Західних Карпат.

## Розташування
Окрес Жиліна є крайньою північною територією Жилінського краю та межує на півночі з Польщею. Займає переважно передгірські території, загалом становить 815 км² з населенням близько 156 773 мешканців. Центральною віссю округи є низовина річки Ваг, яка зі всіх сторін обмежена гірськими відрогами передгір'їв — Яворники (Javorníky), Мала Фатра (Malá Fatra) її складова Криванська Фатра; і Велика Фатра (Veľká Fatra) з північного заходу, Оравська Магура (Oravská Magura), Хочські вершини (Chočské vrchy) з північного сходу округу.
Розташовані масив Воєнне; Жилінські пагорби; Кляк; Злєховські пагорби; Криванські Вітрові голі; Лучанська Фатра; Лучанські Вітрові голі; Раковські пагорби; Розсутце і Осниця; каньйон Яношикові Діри.
На річці Ваг збудовано водосховище Жиліна.

## Населення
| Рік:            | 1994.   | 2004.   | 2014.   | 2024.   |
| --------------- | ------- | ------- | ------- | ------- |
| Кількість осіб: | 154 965 | 156 869 | 155 989 | 160 360 |
| Різниця:        |         | +1,22 % | -0,56 % | +2,80 % |

| Рік:            | 2023.   | 2024.   |
| --------------- | ------- | ------- |
| Кількість осіб: | 160 538 | 160 360 |
| Різниця:        |         | -0,11 % |

## Адміністративний поділ
Адміністративна одиниця — окрес Жиліна — вперше була сформована в 1918 року, ще за мадярських часів. З середини 20 століття він вже сформувався остаточно, до нього входять 50 сіл (обец) та 3 міста — сам центр округи місто Жиліна та два містечка Раєц (Rajec) і Раєцьке Теплиці (Rajecké Teplice).
Перелік обец, що входять до окреси Жиліна та їх орієнтовне розташування — супутникові знимки [Архівовано 25 серпня 2011 у WebCite]:
| - Бела (Belá) - Бітарова (Bitarová) - Брезани (Brezany) - Варін (округ Жиліна) (Varín) - Велика Черна (Veľká Čierna) - Вішньове (Višňové) - Дівіна (Divina) - Дівінка (Divinka) - Довге Поле (Словаччина) (Dlhé Pole) - Долна Тіжіна (Dolná Tižina) - Долни Грічов (Dolný Hričov) - Дюрчіна (Ďurčiná) - Ґбеляни (Gbeľany) - Горни Грічов (Horný Hričov) - Горки (Hôrky) - Грічовське Подграддя (Hričovské Podhradie) - Збиньов (Zbyňov) - Каменна Поруба (Kamenná Poruba) - Кляче (Kľače) - Конска (Konská) - Котрчіна Лучка (Kotrčiná Lúčka) - Красняни (Krasňany) - Кунерад (Kunerad) - Летава (Словаччина) (Lietava) - Летавська Лучка (Lietavská Lúčka) | - Летавська Свінна-Бабков (Lietavská Svinná-Babkov) - Лутіше (Lutiše) - Лисіца (Lysica) - Мала Чєрна (Malá Čierna) - Мойш (Mojš) - Недедза (Nededza) - Незбудска Лучка (Nezbudská Lúčka) - Овчярско (Ovčiarsko) - Паштіна Завада (Paština Závada) - Подгоріє (округ Жиліна) (Podhorie) - Порубка (Porúbka) - Раєцька Лесна (Rajecká Lesná) - Росіна (Rosina) - Страняви (Stráňavy) - Странске (Stránske) - Стража (Stráža) - Стречно (Strečno) - Сведернік (Svederník) - Теплічка-над-Вагом (Teplička nad Váhom) - Терхова (Terchová) - Тур'є (Turie) - Фачков (Fačkov) - Чичмани (Čičmany) - Шуя (Šuja) - Ясенове (Jasenové) |